# Michael Carbonaro
Michael Joseph Carbonaro (Oakdale, 28 aprile 1976) è un attore e illusionista statunitense.

## Filmografia parziale

### Cinema
- Al di là della vita (Bringing Out the Dead), regia di Martin Scorsese (1999) - non accreditato
- Another Gay Movie, regia di Todd Stephens (2006)
- God Bless America, regia di Bobcat Goldthwait (2011)
- Love or Whatever, regia di Rosser Goodman (2012)
- The Trouble with Barry, regia di Mike Justice e Stephen Kitaen (2013)

### Televisione
- La valle dei pini (All My Children) - 2 episodi (2006)
- Sentieri (The Guiding Light) - 5 episodi (2006)
- I maghi di Waverly (Wizards of Waverly Place) - 2 episodi (2011)
- The Newsroom - 2 episodi (2012)
- Grey's Anatomy - 1 episodio (2012)
- The Carbonaro Effect (2014-in produzione)
- The Tonight Show with Jay Leno (2003-2014)
- A Tale of Two Coreys - film TV (2018)

## Doppiatori italiani
Nelle versioni in italiano delle opere in cui ha recitato, Michael Carbonaro è stato doppiato da:
- Gabriele Lopez in CSI: Miami